# Mollisia ligni
Mollisia ligni är en svampart som först beskrevs av Jean Baptiste Desmazières, och fick sitt nu gällande namn av Petter Adolf Karsten 1871. Mollisia ligni ingår i släktet Mollisia och familjen Dermateaceae.  Arten är reproducerande i Sverige. Inga underarter finns listade i Catalogue of Life.